# Óscar Omar González
Óscar Omar González Paiva (Formosa, Argentina; 27 de diciembre de 1967) es un exfutbolista y entrenador argentino a quien se lo apodaba “El Matador”.

## Trayectoria
Es el máximo goleador histórico de Independiente Petrolero de Sucre.
En 2019 asumió la dirección técnica de Independiente Petrolero.

## Clubes

### Como jugador
| Club                    | País    | Año         |
| ----------------------- | ------- | ----------- |
| Independiente Petrolero | Bolivia | 1992 - 1994 |
| Jorge Wilstermann       | Bolivia | 1995        |
| Independiente Petrolero | Bolivia | 1996 - 1998 |
| Independiente Petrolero | Bolivia | 2000        |
| San José                | Bolivia | 2001        |

### Como entrenador
| Club                    | País    | Año  |
| ----------------------- | ------- | ---- |
| Independiente Petrolero | Bolivia | 2019 |

## Palmarés

### Como jugador
Títulos nacionales
| Título             | Club     | País    | Año  |
| ------------------ | -------- | ------- | ---- |
| Copa Simón Bolívar | San José | Bolivia | 2001 |

### Como entrenador
Títulos regionales
| Título                   | Club                    | País    | Año  |
| ------------------------ | ----------------------- | ------- | ---- |
| Campeonato Chuquisaqueño | Independiente Petrolero | Bolivia | 2018 |

### Distinciones individuales
| Distinción                                                   | Año  |
| ------------------------------------------------------------ | ---- |
| Máximo goleador de la Primera División de Bolivia (23 goles) | 1994 |